# 大刺客 (電視劇)
《大刺客》是香港電視廣播有限公司於1996年製作橫跨多個時代（春秋、戰國、唐朝和清朝）的古裝劇集，1997年4月及1998年10月於無綫電視翡翠台首播。

## 故事大綱
本劇以中國正史、野史及小說所記載或塑造的七位令人敬仰的古代刺客——專諸、荊軻、張文祥、煙花、聶隱娘、豫讓、呂四娘的故事為藍本，透過講述他們鮮為人知、精心策劃的刺殺行動，讓觀眾重新了解這幾位歷史一代英雄，讓觀眾明白，看似颯爽帥氣的刺客背後的另一個人生。

## 播映安排
為迎合香港觀眾口味，在翡翠台首播前已把本來每五集為一個單元的故事作出刪剪，使每個單元僅餘下三至四集；最終，七個單元裡面只有「魚腸劍」、「刺馬」、「大唐聶隱娘」獲得完整保留，令總集數由原來35集刪減至26集。另外，於首播初期，因電視台直播香港粵劇名伶「新馬師曾」的死訊和葬禮，本劇暫停播映兩天，致使最後一個單元「呂四娘」未能如期播出，形成了類似腰斬的情況。「呂四娘」最後於1998年10月28日至30日下午首播。
首五星期播放的六個單元，收視率一直平平，最後一星期亦只有27收視點，約157萬人次收看。
本劇海外發行版本為35集，引進至中國大陆時易名為《青史義俠》，並刪減至20集，只保留“魚腸劍”、“荊軻”、“刺馬”、“煙花殺手”四個故事單元。

## 演員表

### 第一單元：魚腸劍（春秋時代）
- 主題：士為知己者死
- 編導：梁德華（現任無綫助理戲劇總監）
- 編審：梁劍豪
- 鄭則士飾專諸
- 傅明憲飾鳳君
- 潘志文飾伍子胥
- 戴誌衛飾公子光
- 駿雄飾吳王僚
- 馬德鐘飾慶忌
- 羅蘭飾專母
- 博君飾顔超
- 張鴻昌飾季夷
- 郭政鴻飾聶滿
- 劉家輝飾聶信
- 詹秉熙飾伊盾
- 麥嘉倫飾楚國密探
- 孫季卿飾扁鵲
- 左健斌飾專毅

### 第二單元：荊軻（戰國時代）
- 主題：風蕭蕭兮易水寒，壯士一去兮不復返（薪火相傳，精神不死）
- 編導：陸天華
- 編審：梁詠梅
- 徐錦江飾荊軻(粵語配音：陳欣)
- 陳芷菁飾徐婉/徐夫人
- 廖啟智飾高漸離
- 羅樂林飾秦王政
- 梁建平飾太子丹
- 羅國維飾燕王喜
- 莫家堯飾秦舞陽
- 李海生飾樊於期
- 陳中堅飾鞠武
- 鮑方飾田光
- 鄭家生飾武平
- 李家鼎飾魯句踐
- 薛春偉飾蓋聶
- 劉桂芳飾秋娘
- 馮瑞珍飾倪婆婆
- 宋憲樺飾趙高
- 夏玉麟飾李斯
- 梁俊飾夏無且

### 第三單元：刺馬（清朝時代）
- 主題：義無反顧
- 編導：雷瑞麟
- 編審：黃育德
- 錢小豪飾張文祥
- 羅莽飾曹二虎
- 張國強飾馬新貽
- 邵傳勇飾石錦標
- 張慧儀飾王秀如
- 陳彥行飾凌風
- 何浩源飾凌剛
- 關菁飾左宗棠
- 陳中堅飾曾國藩
- 鄭雷飾周明
- 麥嘉倫飾牛
- 戴少民飾馬四
- 李家鼎飾龍天威，黑風寨大當家
- 許實賢飾二當家
- 王偉樑飾大龍

### 第四單元：煙花殺手（唐朝時代）
- 主題：煙花絢爛，但短暫；刺客冷酷，但情長
- 編導：鄧鑑泉
- 編審：黃育德
- 古天樂飾宇文軒/煙花
- 彭子晴飾柳夢惜/司馬喬/小喬
- 江漢飾慕容喜
- 秦煌飾安祿山
- 鄭柏麟飾安慶緒
- 郭德信飾史思明
- 麥嘉倫飾史朝義
- 楊羚飾康寧郡主
- 譚一清飾司馬亮
- 李桂英飾流水
- 駱應鈞飾飛狐
- 蔡國慶飾老樹
- 區嶽飾老貓
- 華忠男飾飛龍
- 鄭家生飾蝙蝠
- 邵卓堯飾烏鼠
- 楊子滔飾副堂主
- 陳中堅飾張藥
- 關菁飾李亨
- 戴耀明飾吳勇

### 第五單元：大唐聶隱娘（唐朝時代）
- 主題：愛情是女殺手的墳墓
- 編導：黎柏堅
- 編審：梁劍豪
- 梁小冰飾聶隱娘/聶鶯
- 譚耀文飾裴十郎
- 惠英紅飾玉虛師太(粤语配音：黄麗芳)
- 黃一飛飾燕龍
- 朱鐵和飾聶峰
- 沈威飾劉悟
- 華忠男飾悔空大師
- 郭耀明飾卓立
- 蘇恩磁飾聶峰妻
- 黃宗賜飾田七

### 第六單元：豫讓擊衣（戰國時代）
- 主題：風尚亮節，捨命擊衣
- 編導：黃國強
- 編審：黃育德
- 樊少皇飾豫讓
- 陳珮珊飾豨婷
- 江漢飾智伯
- 李國麟飾趙毋恤
- 陳榮峻飾韓虎
- 方傑飾魏駒
- 虞天偉飾張孟談
- 黃新飾霍山子
- 李耀敬飾高赫
- 戴少民飾費安
- 曹濟飾智國
- 呂劍光飾豨疪
- 何璧堅飾趙鞅
- 黃瑋琳飾趙毋恤派遣刺殺智伯的刺客

### 第七單元：呂四娘（清朝時代）
- 主題：盟誓，比愛情更重要
- 編導：翁文榮、黎柏堅
- 編審：梁劍豪
- 劉雅麗飾呂四娘
- 張兆輝飾雍正帝
- 何英偉飾白泰官
- 羅莽飾甘鳳池
- 李耀敬飾周潯
- 錢嘉樂飾了因
- 康華飾方楚離
- 孫季卿飾呂葆中
- 江毅飾馬猴
- 古明華飾路民膽
- 麥子云飾曹仁父
- 葉振聲飾呂元
- 艾威飾年羹堯
- 張英才飾康熙帝
- 張鴻昌飾胤礽
- 郭政鴻飾胤禩
- 李衛民飾胤禎
- 李志偉飾胤禟
- 張漢斌飾胤䄉
- 陳展鵬飾胤祹
- 羅立勤飾胤祿
- 李麗麗飾獨臂神尼
- 駿雄飾呼延贊
- 陳狄克飾夏侯堅
- 郭德信飾隆科多
- 方傑飾何焯
- 王維德飾阿齊圖
- 談泉慶飾楚天豪
- 羅君左飾朱旭
- 蘇恩磁飾慧清师太
- 陆婉芬飾春花

## 歌曲
主題曲《英雄熱血》，由巫啟賢主唱；插曲《易水寒》和《情深》，分別由巫啟賢和劉雅麗主唱，三首歌曲也是由百代唱片有限公司發行。